# 히가시칸바라군

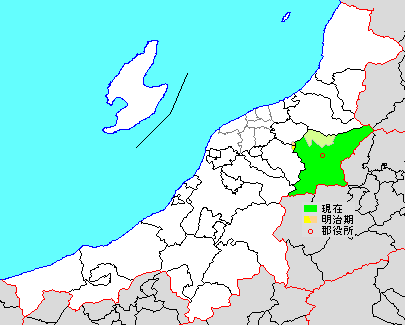
히가시칸바라 군의 위치

히가시칸바라군(일본어: 東蒲原郡, ひがしかんばらぐん)은 일본 니가타현의 군이다.
인구 8,505명, 면적 952.89km², 인구밀도 8.93명/km².(2025년 3월 1일, 추계인구)
이하 1정으로 구성된다.
- 아가정(阿賀町)

## 군역
1879년 행정 구역으로 발족 당시의 군역은 아래 구역에 해당한다.
- 아가정의 대부분
- 아가노시의 일부
- 고센시의 일부

## 역사
1878년에 제정된 군구정촌 편제법에 의해서 에치고국에 있던 구 간바라군을 기타칸바라군, 나카칸바라군, 히가시칸바라군, 니가타구, 니시칸바라군, 미나미칸바라군의 6개로 분할해 성립하였다. 군 관공서는 쓰가와정(현 아가정)에 놓였다.
이 곳은 오랫동안 아이즈번령인 것으로 폐번치현 당초에는 아이즈 지방을 관할한 와카마쓰현, 그 후에는 후쿠시마현에 속하고 있었다. 1886년에 히가시칸바라군은 니가타현에 편입, 구 에치고국으로 돌아오는 형태가 되었다.

### 군 발족 이후의 연혁
- 1879년 1월 27일 - 군구정촌 편제법이 후쿠시마현에 시행되면서 후쿠시마현의 간바라군에 행정 구역 히가시칸바라군이 설치됨.
- 1886년 5월 27일 - 니가타현 관할이 됨
- 1889년 4월 1일 - 정촌제 시행으로 아래의 정촌이 발족. 따로 적은 곳 외애는 현 아가정.(1정 11촌)
  - 쓰가와정(津川町)
  - 료카노세촌(両鹿瀬村)
  - 히데야촌(日出谷村)
  - 도요미촌(豊実村)
  - 고가와촌(小川村)
  - 조조촌(上条村)
  - 니시카와촌(西川村)
  - 히가시카와촌(東川村)
  - 아가와촌(揚川村)
  - 미카와촌(三川村)
  - 쓰나기촌(綱木村)
  - 게조촌(下条村): 현 아가정, 고센시, 아가노시
- 1908년 9월 1일 - 미카와촌·쓰나기촌이 합병하여, 새로이 미카와촌이 발족.(1정 10촌)
- 1954년 12월 1일 - 조조촌·니시카와촌·히가시카와촌이 합병하여 가미카와촌(上川村)이 발족.(1정 8촌)
- 1955년
  - 1월 15일(1정 5촌)
    - 쓰가와정·고가와촌 및 아가와촌의 일부가 합병하여, 새로이 쓰가와정이 발족.
    - 미카와촌 및 게조촌의 일부, 아가와촌의 일부가 합병하여, 새로이 미카와촌이 발족.
    - 게조촌의 일부가 고센시에 편입.

  - 4월 1일 - 료카노세촌·도요미촌·히데야촌이 합병하여 가미타니촌(鹿実谷村)이 발족.(1정 3촌)
- 1956년
  - 1월 1일
    - 가미타니촌이 정제 시행으로 가미타니정(鹿実谷町)이 됨.(2정 2촌)
    - 미카와촌의 일부가 기타칸바라군 야스다촌에 편입.

  - 1월 10일 - 가미타니정이 개칭하여 가노세정(鹿瀬町)이 됨.
- 2005년 4월 1일 - 쓰가와정·가노세정·가미카와촌·미카와촌이 합병하여 아가정(阿賀町)이 발족.(1정)

## 같이 보기
- 간바라군
- 나카칸바라군
- 니시칸바라군
- 미나미칸바라군
- 기타칸바라군